# Rodrigo Quiroga
Rodrigo Daniel Quiroga (San Juan, 23 de março de 1987) é um voleibolista indoor argentino que atua na posição de ponteiro.

## Carreira

### Clubes
Quiroga começou atuando profissionalmente pelo voleibol argentino. Em 2006 conquistou seu primeiro título, o Campeonato Argentino da temporada 2005/06 com o Club de Amigos BA. Na temporada seguinte fez sua estreia internacional ao ser contratado como o novo reforço do Fiorese Spa Bassano para disputar o Campeonato Italiano - Seria A2.
Em 2009, ainda atuando em solo italiano, fez sua estreia no Campeonato Italiano - Serie A1 ao ser contratado pelo Tonno Callipo Vibo Valentia, ficando em 10º lugar na temporada 2009/2010.
Após atuar pelo vôlei turco, o ponteiro foi apresentado pelo Minas Tênis Clube como o novo reforço para a temporada 2012/13. Pelo clube mineiro o argentino conquistou o vice-campeonato do Campeonato Sul-Americano de Clubes de 2013 ao perder a final para o UPCN, clube de sua terra natal.
Para a temporada 2013/14 o argentino foi contratado pelo Moda/Maringá. Na temporada seguinte, ainda atuando na Superliga, assinou contrato com o APAV Vôlei. Voltou a atuar no voleibol europeu após fechar contrato com o Jastrzębski Węgiel, time da primeira divisão do Campeonato Polonês - PlusLiga.
Em 2020 o ponteiro transferiu-se para o voleibol da Alemanha para atuar pelo United Volleys Frankfurt.

### Seleção
O ponteiro fez sua estreia com a camisa da seleção argentina em 2005 pelo Campeonato Mundial Sub-19, onde a equipe argentina terminou em 4º lugar após perder a disputa pela medalha de bronze para a seleção italiana. Dois anos após recebeu a primeira convocação para representar a seleção profissional da Argentina em 4 competições: na Copa América de 2017, na Liga Mundial de 2007, no Campeonato Sul-Americano de 2007 e na Copa do Mundo de 2017.
Em 2012 participou da primeira Olimpíada de sua carreira. Com a seleção argentina o ponteiro chegou as quartas-de-final dos Jogos Olímpicos de Londres após ser derrotado pela seleção brasileira por 3-0 sets.